# Joshua A. Norton
Joshua Abraham Norton, znany także jako Jego Cesarska Wysokość Norton I (ur. 4 lutego 1819 w Londynie, zm. 8 stycznia 1880 w San Francisco w stanie Kalifornia) – samozwańczy Cesarz Stanów Zjednoczonych i Protektor Meksyku. Norton korespondował również z brytyjską królową Wiktorią, zaś w San Francisco był często określany mianem „Jego Cesarskiej Wysokości” zarówno przez mieszkańców, jak i w nekrologach w lokalnych gazetach, gdy ogłosiły jego śmierć.
Cesarza Nortona powszechnie uważano za szalonego lub przynajmniej bardzo ekscentrycznego, ale od połowy do końca XIX wieku był jedną z głównych atrakcji turystycznych w San Francisco. Co jakiś czas ogłaszał cesarskie dekrety, z których najbardziej znane nakazują rozwiązanie Kongresu Stanów Zjednoczonych oraz zbudowanie mostu przez Zatokę San Francisco. Król w powieści Przygody Hucka Finna Marka Twaina był prawdopodobnie wzorowany na nim.
Spędził większość życia w Południowej Afryce. Wyjechał do San Francisco w 1849 r. po otrzymaniu w testamencie swojego ojca spadku w wysokości 40 000 dolarów. Początkowo żył jako biznesmen, lecz zbankrutował inwestując w peruwiański ryż.
Po przegraniu procesu sądowego, w którym usiłował zakwestionować swój kontrakt handlowy, Norton opuścił San Francisco. Kiedy kilka lat później wrócił, zaczął głosić (prawdopodobnie z przyczyny choroby psychicznej), że jest cesarzem Stanów Zjednoczonych. Chociaż nie miał żadnej władzy politycznej i go wyśmiewano, był szanowany przez otoczenie, a wydawaną przez niego walutę sygnowaną jego nazwiskiem niekiedy akceptowano.

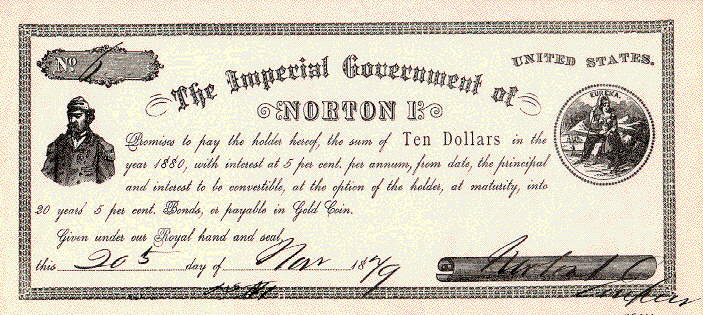
10$ Nortona I

Mimo że go uznawano za szaleńca, a co najmniej człowieka ekscentrycznego, mieszkańcy San Francisco uznawali jego monarszy tytuł. Jego najsłynniejszym rozkazem było rozwiązanie kongresu USA siłą (zignorowany przez kongres i armię USA) i jego niezliczone dekrety wzywające władze do budowy tunelu przez plażę San Francisco (co zresztą stało się długo po jego śmierci). W 1880 r. Norton dostał zapaści na ulicy i zmarł przed przybyciem pomocy medycznej. W dniu jego śmierci około 30 000 ludzi zgromadziło się na ulicach San Francisco w celu złożenia hołdu zmarłemu Nortonowi. Świadectwo o Nortonie zostało unieśmiertelnione przez dzieła M. Twaina, R. L. Stevensona, Ch. Moore’a oraz N. Gaimana, który tworzył swoje postacie w oparciu o jego historię. W grudniu 2004 r. została wydana uchwała o uczczeniu Mostu Oakland Bay jego imieniem, lecz nie weszła w życie.

## Norton w kulturze
Według dyskordianizmu, Cesarz Norton jest świętym drugiej klasy.
Joshua A. Norton stał się też bohaterem komiksu Neila Gaimana „Trzy wrześnie i jeden styczeń” („Three Septembers and a January”), część cyklu „Sandman”.
Nagroda pokoju wirtualnego państwa, nadawana przez Molossię, jest poświęcona właśnie Cesarzowi Nortonowi.
W komiksie Lucky Luke wykorzystano motyw losów Nortona tworząc postać cesarza Smitha I, hodowcy, który wzbogacił się na tyle, że oszalał i stworzył własny dwór i armię imperialną.